# Eugene Paul Wigner
Eugene Paul Wigner, en húngaro: Wigner Jenő Pál (Budapest, 17 de noviembre de 1902-Princeton, 1 de enero de 1995) fue un físico y matemático húngaro que recibió el Premio Nobel de Física en 1963 (junto con J. Hans D. Jensen y Maria Goeppert-Mayer) «por su contribución a la teoría del núcleo atómico y de las partículas elementales, en especial por el descubrimiento y aplicación de los importantes principios de simetría».
Estudió en la Universidad de Princeton y adquirió la nacionalidad estadounidense en 1937. Fue uno de los cinco científicos que informaron al presidente Franklin D. Roosevelt en 1939 sobre el posible uso militar de la energía atómica, y durante la Segunda Guerra Mundial contribuyó al diseño de reactores de plutonio como parte del proyecto Manhattan.
Su principal contribución fue aplicar la teoría de grupos a la mecánica cuántica. En 1927 llegó a la conclusión de que en una reacción nuclear se conserva la paridad. O sea las leyes de la física no deben distinguir entre la derecha y la izquierda; o entre el tiempo positivo o negativo. Ello permaneció como un postulado básico de la física hasta 1958, cuando Yang y Lee demostraron que ciertos tipos de reacciones relacionadas con la fuerza débil, tal como el decaimiento beta, no conservan la paridad. Wigner también realizó investigaciones sobre las interacciones fuertes que aglutinan a los neutrones y protones en el núcleo de los átomos, y demostró que dicha fuerza posee un radio de acción muy corto.

## Biografía

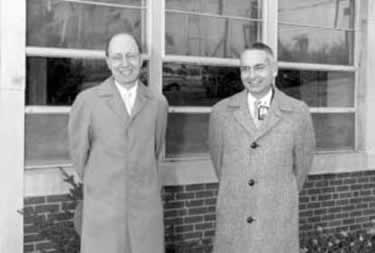
Eugene Paul Wigner

Wigner nació en Budapest, Austria-Hungría, el 17 de noviembre de 1902, de padres judíos de clase media, Elisabeth Elsa Einhorn y Antal Anton Wigner, un curtidor de cuero. Tenía una hermana mayor, Berta, conocida como Biri, y una hermana menor, Margit, conocida como Manci, que más tarde se casó con el físico teórico británico Paul Dirac. Fue educado en casa por un maestro profesional hasta la edad de 9 años, cuando comenzó la escuela en el tercer grado. Durante este período, Wigner desarrolló un interés en los problemas matemáticos.  A la edad de 11 años, Wigner contrajo lo que sus médicos creyeron que era tuberculosis. Sus padres lo enviaron a vivir durante seis semanas en un sanatorio en las montañas austríacas, antes de que los médicos concluyeran que el diagnóstico era erróneo.
La familia de Wigner era judía, pero no practicaba la religión, y su Bar Mitzvah fue secular. De 1915 a 1919, estudió en la escuela secundaria llamada Fasori Evangélikus Gimnázium, la escuela a la que había asistido su padre. La educación religiosa era obligatoria y asistía a clases de judaísmo impartidas por un rabino. Un compañero de estudios fue János von Neumann, que estaba un año por detrás de Wigner. Ambos se beneficiaron de la instrucción del destacado profesor de matemáticas László Rátz.  En 1919, para escapar del régimen comunista de Béla Kun, la familia Wigner huyó brevemente a Austria, regresando a Hungría después de la caída de Kun.  En parte como reacción a la prominencia de los judíos en el régimen de Kun, la familia se convirtió al luteranismo.  Wigner explicó más tarde en su vida que la decisión de su familia de convertirse al luteranismo "no fue en esencia una decisión religiosa sino anticomunista".
Después de graduarse de la escuela secundaria en 1920, Wigner se inscribió en la Universidad de Ciencias Técnicas de Budapest, conocida como Műegyetem. No estaba contento con los cursos que se ofrecían, y en 1921 se inscribió en la Technische Hochschule Berlin (ahora Technische Universität Berlin), donde estudió ingeniería química.  También asistió a los coloquios de los miércoles por la tarde de la Sociedad Alemana de Física. En estos coloquios participaron investigadores destacados como Max Planck, Max von Laue, Rudolf Ladenburg, Werner Heisenberg, Walther Nernst, Wolfgang Pauli y Albert Einstein.  Wigner también conoció al físico Leó Szilárd, quien de inmediato se convirtió en el amigo más cercano de Wigner. Una tercera experiencia en Berlín fue formativa. Wigner trabajó en el Instituto Kaiser Wilhelm de Química, Física y Electroquímica (actualmente Instituto Fritz Haber), y allí conoció a Michael Polanyi, quien se convirtió, después de László Rátz, en el mayor maestro de Wigner. Polanyi supervisó la tesis de doctorado de Wigner, Bildung und Zerfall von Molekülen ("Formación y desintegración de moléculas").

## Trayectoria
Wigner regresó a Budapest, donde fue a trabajar en la curtiduría de su padre, pero en 1926 aceptó una oferta de Karl Weissenberg en el Instituto Kaiser Wilhelm de Berlín. Weissenberg quería a alguien que lo ayudara con su trabajo en cristalografía de rayos X, y Polanyi le había recomendado a Wigner. Después de seis meses como asistente de Weissenberg, Wigner fue a trabajar para Richard Becker durante dos semestres. Wigner exploró la mecánica cuántica, estudiando el trabajo de Erwin Schrödinger. También profundizó en la teoría de grupos de Ferdinand Frobenius y Eduard Ritter von Weber.
Wigner recibió una solicitud de Arnold Sommerfeld para trabajar en la Universidad de Göttingen como asistente del gran matemático David Hilbert. Esto resultó una decepción, ya que las habilidades del anciano Hilbert estaban fallando y sus intereses se habían desplazado hacia la lógica. Wigner, no obstante, estudió de forma independiente.  Sentó las bases para la teoría de simetrías en mecánica cuántica y en 1927 introdujo lo que ahora se conoce como la matriz D de Wigner.  Wigner y Hermann Weyl fueron los responsables de introducir la teoría de grupos en la mecánica cuántica. Este último había escrito un texto estándar, Teoría de grupos y mecánica cuántica (1928), pero no era fácil de entender, especialmente para los físicos más jóvenes. La Teoría de grupos y su aplicación a la mecánica cuántica de los espectros atómicos (1931) de Wigner hizo que la teoría de grupos fuera accesible a un público más amplio.
En estos trabajos, Wigner sentó las bases para la teoría de simetrías en mecánica cuántica.  El teorema de Wigner, demostrado por él en 1931, es una piedra angular de la formulación matemática de la mecánica cuántica. El teorema especifica cómo se representan las simetrías físicas como rotaciones, traslaciones y simetría CPT en el espacio de Hilbert de estados. Según el teorema, cualquier transformación de simetría se representa mediante una transformación lineal y unitaria o antilineal y antiunitaria del espacio de Hilbert. La representación de un grupo de simetría en un espacio de Hilbert es una representación ordinaria o una representación proyectiva.

## Sus investigaciones antes de la guerra
A finales de los años 30, Wigner amplió su investigación a los núcleos atómicos. En 1929, sus artículos llamaban la atención en el mundo de la física. En 1930, la Universidad de Princeton contrató a Wigner para una cátedra de un año, por un salario siete veces superior al que había estado recibiendo en Europa. Princeton contrató a von Neumann al mismo tiempo. Jenő Pál Wigner y János von Neumann habían colaborado en tres artículos juntos en 1928 y dos en 1929. Anglicizaron sus nombres de pila a "Eugene" y "John", respectivamente. Cuando terminó su año, Princeton les ofreció un contrato de cinco años como profesores visitantes durante la mitad del año. La Technische Hochschule respondió con una asignación de enseñanza para la otra mitad del año. Esto fue muy oportuno, ya que los nazis pronto subieron al poder en Alemania. En Princeton en 1934, Wigner presentó a su hermana Margit "Manci" Wigner al físico Paul Dirac, con quien se volvió a casar.
Princeton no volvió a contratar a Wigner cuando su contrato expiró en 1936.  A través de Gregory Breit, Wigner encontró un nuevo empleo en la Universidad de Wisconsin. Allí conoció a su primera esposa, Amelia Frank, que era estudiante de física allí. Sin embargo, ella murió inesperadamente en 1937, dejando a Wigner angustiado. Por lo tanto, aceptó una oferta de Princeton en 1938 para regresar allí.  Wigner se convirtió en ciudadano naturalizado de los Estados Unidos el 8 de enero de 1937 y trajo a sus padres a los Estados Unidos.
A su regreso a Princeton dos grandes acontecimientos rápidamente atrajeron a Wigner hacia la investigación aplicada. Era obvio para él y Von Neumann, que como resultado del pacto de paz de Múnich en el otoño de 1938, era inminente el comienzo de la Segunda Guerra Mundial y que Inglaterra, Francia y los Estados Unidos estaban mal preparados para hacerle frente. Para proteger a sus padres ante el aumento del poder de Hitler, Wigner les convenció de mudarse a Estados Unidos.
Unos meses más tarde llegó el anuncio del descubrimiento de la fisión nuclear por parte de Hahn y Strassmann en Berlín, junto con la evidencia de la gran cantidad de energía liberada en el proceso.
Mientras tanto, Enrico Fermi, que había llevado a cabo gran parte del trabajo pionero sobre reacciones inducidas por neutrones, había dejado Italia y aceptado una cita en la Universidad de Columbia en Nueva York. Por otra parte, Leó Szilárd, que se había trasladado de Berlín a Inglaterra cuando Hitler tomó el poder, decidió unirse a Fermi en Nueva York, ya que él también temía que la guerra era inminente.
Leó Szilárd, desde la década de 1920 estaba convencido de que no pasaría mucho tiempo antes de que se desarrollara la tecnología para extraer una enorme cantidad de energía del núcleo atómico. Pronto comenzó a trabajar con Fermi y Wigner para determinar si era posible realizar una reacción en cadena de fisión inducida. A finales del invierno de 1938-39, concluyeron que la probabilidad de éxito era alta, siempre y cuando pudieran contar con los recursos económicos necesarios. Einstein, Szilard y Wigner envían una carta al presidente Franklin D. Roosevelt en julio de 1939 donde describen las potencialidades de una bomba nuclear y la advertencia de que, dado que los alemanes descubrieron la fisión, lo más probable es que los alemanes fueran los primeros en desarrollarse. Se necesitaron dos años y medio, el inicio de la Segunda Guerra Mundial, y el bombardeo de Pearl Harbor, para que el gobierno de Estados Unidos finalmente, decidiera lanzar un programa amplio para investigar la fisión y sus aplicaciones militares.
En el ínterin, Fermi su pequeño grupo de trabajo en Columbia, junto con la cooperación de Szilard y Wigner, midieron distintos parámetros importantes relacionados con el proceso de fisión, tales como el número de neutrones producidos por fisión, importante para determinar si era posible obtener una reacción en cadena.
En junio de 1941 Wigner se casó con la física María Wheeler, a quien había conocido a través de encuentros profesionales. Las cuatro décadas siguientes fueron felices hasta que María murió de cáncer en 1977. Dos años más tarde se casó con Eileen Hamilton.

## Sus últimos años académicos
A su regreso a la Universidad de Princeton de los laboratorios de Clinton, Wigner se embarcó en una larga y fructífera temporada de investigación y docencia de postgrado. Continuó con su consulta sobre los reactores y la participación de apasionados con la defensa civil. Sin embargo, su actividad principal era la investigación, con sus estudiantes de posgrado e investigadores asociados. De más de cuarenta estudiantes de doctorado de Wigner, la gran mayoría obtuvieron sus títulos durante este periodo de la posguerra. Aunque no tenía el mismo espíritu atrevido de antes de la guerra, su estilo siguió siendo el mismo y continuó su interés por la física nuclear, los fundamentos de la mecánica cuántica, y las ecuaciones de onda relativista. Inició y desarrolló por completo la teoría de matrices R de las reacciones nucleares y fue uno de los fundadores de la teoría cuántica del caos. Durante este período dedicó tiempo a la reflexión filosófica y la redacción de trabajos relacionados con el tema.
El profundo interés de Wigner por los fundamentos de la mecánica cuántica, en particular la teoría cuántica de la medición, continuó por encima de otros intereses. El tema ya estuvo presente en su "monólogo" en la década de 1920, así como en sus contribuciones al famoso libro de von Neumann de 1932 sobre los fundamentos matemáticos de la mecánica cuántica. El tema continuó en sus pensamientos y trabajos publicados hasta el final de su vida. La obra monumental de Wigner sobre las representaciones del grupo inhomogéneo de Lorentz (1939) condujo después de la Segunda Guerra Mundial a su trabajo con Newton sobre las ecuaciones de onda relativistas. Aunque esta obra tuvo un éxito considerable, algunos problemas importantes subsistían. De hecho, Wigner se mantuvo pesimista hasta el final de su vida sobre la reconciliación plena de la formulación de la mecánica cuántica con la relatividad especial y general. Las limitaciones sobre la medición en general fueron señaladas en un importante trabajo de G.S. Wick y A.S. Wightman.
En los años de posguerra los intereses de Wigner por la estructura nuclear se desvanecieron poco a poco, pero su interés por el estudio de las reacciones nucleares creció, y lo motivó a publicar más que sobre cualquier otro tema. Los distintos modelos colectivos de la estructura nuclear que ganaron popularidad no le gustaban a Wigner. Sin embargo, estaba muy interesado en el estudio del movimiento de las partículas individuales en los núcleos y, con Vogt utilizaron un método muy similar al método de Wigner-Seitz para las correlaciones de electrones en sólidos para mostrar cómo el principio de exclusión de Pauli permite la persistencia de dicho movimiento a pesar de la ausencia de un campo central y, a pesar de las fuerzas nucleares de corto alcance.

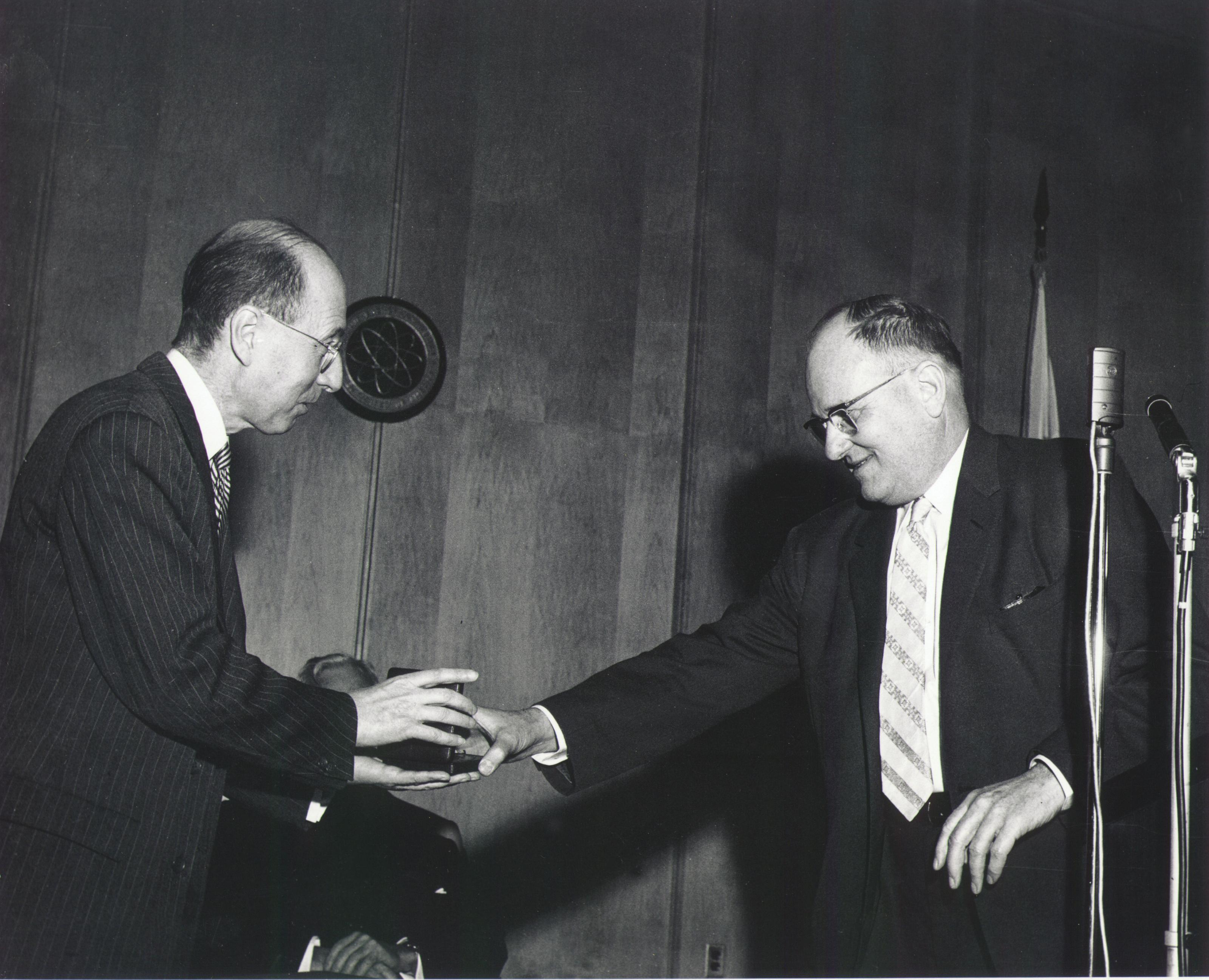
Dr. Winger recibiendo el Premio Enrico Fermi en 1958.

La teoría de la matriz-R de las reacciones nucleares surgió del trabajo antes de la guerra de Wigner en la fórmula de Breit-Wigner y por más de medio siglo ha permanecido como el método más exitoso y ampliamente utilizado para la descripción de los fenómenos de resonancia en los núcleos. Fue desarrollado inicialmente con Leonard Eisenbud, pero muchos otros estudiantes y colegas también intervinieron en su elaboración. 
Las matemáticas asociadas con las matrices-R y las funciones-R fascinaban a Wigner más allá de su aplicación directa a las reacciones de resonancia. A pesar de que a lo largo de su vida fue un físico profundamente comprometido con la comprensión de la naturaleza, también lo seducían las matemáticas. Al contemplar la naturaleza de los elementos de matriz pequeños aleatorios involucrados en la gran cantidad de compuestos encontrados de los niveles nucleares, por ejemplo, en la absorción de neutrones lentos por el uranio para producir la fisión lenta, Wigner introduce una matriz infinita hermitiano que poseía elementos aleatorios en la matriz. En este caso los elementos de matriz al azar estaban relacionados con los anchos de nivel involucrados en el problema. Utilizó ideas que había obtenido de von Neumann, que fue capaz de demostrar que una distribución estadística de niveles espaciados aún persisten en medio de la aleatoriedad absoluta. Esta "distribución de Wigner" de separación de niveles se convirtió en una piedra angular de la teoría cuántica del caos.
Tal vez porque fue la persona que introdujo el concepto de simetría en la mecánica cuántica y había desarrollado conceptos bien arraigados de cómo debe comportarse la naturaleza, Wigner quedó muy sorprendido cuando mediciones experimentales realizadas a mediados de 1950, de los detalles de la desintegración nuclear beta permitieron concluir que vivimos en una parte del universo donde la simetría de inversión no es válida para las llamadas interacciones débiles que participan en el decaimiento beta.

## Jubilación
Aunque se retiró como profesor de física en la Universidad de Princeton en 1971, las actividades de Wigner no disminuyeron. De hecho, se incrementaron, ya que se sentía liberado de la rutina de la vida académica. Por otra parte, con su vigor intacto, se centró en aspectos de la física, la filosofía y tecnología que eran de su interés personal. Continuó interesado por los fundamentos matemáticos de la mecánica cuántica, en especial por las conclusiones que pueden extraerse mediante las técnicas de la teoría de grupos. Por otra parte, la reducción gradual de sus responsabilidades mientras se acercaba a la jubilación le permitió preparar la primera edición de su colección de ensayos filosóficos "Reflexiones filosóficas y síntesis". Se involucró en mayor medida en reuniones científicas internacionales. Esto incluye, por ejemplo, las reuniones anuales de premios Nobel en una finca privada en el lago Constanza. También se convirtió en líder de los grupos de discusión filosófica que se congregaban bajo los auspicios de la Iglesia de la Unificación.
Para mantener un vínculo con la enseñanza de la vida académica, aceptó nombramientos como profesor visitante y conferenciante en diversas instituciones. Entre los más destacados fueron una serie de nombramientos en el Departamento de Física de la Universidad Estatal de Luisiana en Baton Rouge y en la escuela de verano en Erice, en Sicilia.
Continuó realizando tareas de consultoría con sus excolegas en el Laboratorio Nacional Oak Ridge, con énfasis en la investigación de medios para brindar protección a los civiles en caso de guerra nuclear. Vinculado a esto, dedicó mucha atención a la labor de la Agencia Federal de Emergencias, que se encarga de la prevención y el proveer ayuda de emergencia para catástrofes nacionales.
Una vez que comenzaron a aparecer signos de una mayor libertad personal y política en su Hungría natal, reanudó las relaciones con los líderes culturales y científicos húngaros, y fomentó la expansión de las libertades. En este proceso, se convirtió en una suerte de héroe nacional de Hungría.

## Legado
Wigner sentó las bases para la aplicación de los principios de simetría a la mecánica cuántica, un logro que le valió el Premio Nobel. Sobre la base de estos fundamentos, la simetría ha llegado a desempeñar un papel central en el desarrollo de la física durante la segunda mitad del siglo XX, mucho más allá de los trabajos del propio Wigner. Le gustaban las simetrías, como las rotaciones en las cuales las observaciones no cambian cuando la transformación de simetría se aplica de manera uniforme a todo. Por lo general trabajamos con sistemas de mecánica cuántica que poseen un número finito de grados de libertad. En contraste, el estado del suelo puede ser asimétrica en los sistemas con un número infinito de grados de libertad (es decir, la simetría se rompe espontáneamente). Las teorías que involucran simetrías espontáneamente rotas son hoy la base de la descripción del magnetismo, superconductividad, la interacción electrodébil unificada, y muchos de los conceptos empleados en el intento de desarrollar teorías que proporcionan una mayor comprensión unificada de las fuerzas entre las partículas fundamentales. La posteridad recordará por mucho tiempo a Wigner por proveer nuevas herramientas poderosas para el físico teórico, así como por su trabajo comparativamente básicos en el desarrollo de los reactores nucleares.

## Publicaciones
- 1958 (con Alvin M. Weinberg). Physical Theory of Neutron Chain Reactors University of Chicago Press. ISBN 0-226-88517-8
- 1959. Group Theory and its Application to the Quantum Mechanics of Atomic Spectra. New York: Academic Press. Translation by J. J. Griffin of 1931, Gruppentheorie und ihre Anwendungen auf die Quantenmechanik der Atomspektren, Vieweg Verlag, Braunschweig.
- 1970 Symmetries and Reflections: Scientific Essays. Indiana University Press, Bloomington ISBN 0-262-73021-9
- 1992 (tal como se las relató a Andrew Szanton). The Recollections of Eugene P. Wigner. Plenum. ISBN 0-306-44326-0
- 1995 (con Jagdish Mehra y Arthur S. Wightman, eds.). Philosophical Reflections and Syntheses. Springer, Berlín ISBN 3-540-63372-3